# Jean-Pierre Amat
Jean-Pierre Amat (Chambéry, 13 giugno 1962) è un ex tiratore a segno francese.

## Palmarès

### Olimpiadi
- 2 medaglie:
  - 1 oro (Atlanta 1996 nella carabina 50 metri tre posizioni)
  - 1 bronzo (Atlanta 1996 nella carabina 10 metri aria compressa)